# Сан-Джованнино-дельи-Сколопи
Сан-Джованнино-дельи-Сколопи (итал. La chiesa di San Giovannino degli Scolopi — Церковь Святого Иоанна Евангелиста на сточной трубе) — римско-католическая церковь во Флоренции, Тоскана, Италия. Расположена в историческом центре города, на улице Виа-де-Мартелли, на углу с улицей Виа-Гори.

## История
Небольшая капелла, посвященная Святому Иоанну Евангелисту, существовала на этом месте с 1351 года, когда некий Джованни ди Ландо из семьи Гори оставил значительное наследство на строительство церкви. С прибытием иезуитов в 1557 году великий герцог Козимо I поручил обветшавшую церковь отцам-иезуитам. Начиная с 1579 году церковь перестраивали по проекту придворного архитектора Бартоломео Амманати. Последующие перестройки осуществлялись по образцу церкви иезуитов Иль-Джезу в Риме. Ещё позднее работы, которые продвигались медленно, были переданы архитектору Джулио Париджи, а затем Альфонсо Париджи Младшему, который завершил их в 1661 году.
Проект Амманати с одним нефом, перекрытым цилиндрическим сводом, на который выходили неглубокие капеллы, и расширением двух капелл по сторонам от трибуны (тибуриума) для образования латинского креста был пересмотрен в последующих работах. Была изменена кровля, и трибуна приобрела форму просторной полукруглой апсиды.
Фрески на своде создал Агостино Верачини в 1758 году, а гипсовые статуи — Камилло Каэтани. Более ранними (последние десятилетия XVI века) являются фрески в верхних нишах работы Алессандро Феи, известного как «Цирюльник», а также алтарные картины Якопо Лигоцци, Франческо Курради и Алессандро Аллори. Декор отражает изменения, произошедшие в иконографии под влиянием новых правил эпохи Контрреформации, с превознесением святых-миссионеров, таких как святой Франциск Ксаверий.
В 1756 году Леонардо Хименес основал внутри пристроенного монастыря Сименскую обсерваторию, которая теперь является центром метеорологических и сейсмологических наблюдений (вход с площади Сан-Лоренцо). Во второй половине XVIII века здесь читал лекции иезуит Джузеппе Рича.
После упразднения ордена в 1775 году на смену иезуитам пришли пиаристы. В 1836 году к комплексу колледжа был присоединен близлежащий Палаццо Мартелли, который таким образом был значительно расширен, а фасад был переделан с помощью двойного ордера Леопольдо Паски.
Внутри церковь имеет один неф с боковыми капеллами. На боковых стенах, в регистре над арками, расположен цикл росписей работы художников периода Контрреформации 1580-х годов: Алессандро Фея дель Барбьере, Бартоломео Кардуччи, Лоренцо Вайани делло Шорина, Бернардино Поччетти и Джироламо Маккьетти.